# Lehigh, Iowa
Lehigh är en ort i Webster County i Iowa. Vid 2010 års folkräkning hade Lehigh 416 invånare.